# Abú al-Hasan Alí ibn Muhammad al-Qalasádí
Abú al-Hasan Alí ibn Muhammad al-Qalasádí (1412 v Baze, Španělsko – 1486 v Béji, Tunis) byl arabský matematik a islámský učenec. Žil v Granadě v období před koncem španělské rekonquisty a zánikem posledního arabského emirátu v Jižním Španělsku.
Je znám tím, že značně ovlivnil algebraický zápis výpočtů a vytvořil podmínky pro zavedení algebraického symbolismu. Vytvořil mnoho knih o aritmetice a algebře, z nichž nejvýznamnější jsou al-Tabsira fi'lm al-hisab (arabsky لتبصير في علم الحساب – "Objasnění nauky o počtech") a Kašf al-mahdžúb minilm al-ghubár (Odhalení roušky z vědy ghubár) Ghubár v názvu je synonymum pro písemnou aritmetiku).
Al-Qalasádí zemřel v roce 1486 v africkém vyhnanství v Tunisu.

## Dílo
V islámské matematice, al-Qalasādī udělal první kroky k vytvoření algebraickému zápisu. Jeho práce vyšla dvě stě let po díle Ibn al-Banny, který sám byl první, který se o toto pokusil od dob Diofanta a Brahmagupty, kteří žili ve starověku.
U zápisů jeho předchůdců chyběly symboly pro matematické operace. Jeho zápisy byly prvními, které tyto symboly měly. Při jejich zápisu používal nejčastěji prvních znaků pro arabská slova související s těmito početními operacemi.
Příklady zápisu:
- Pro zápis znaménka pro sčítání (+) používá slovo wa znamenající arabsky "a"
- Pro zápis znaménka pro odčítání (-) používá slovo illa znamenající arabsky "méně"
- Pro zápis znaménka pro násobení (.) používá slovo  fi  znamenající arabsky "krát"
- Pro zápis znaménka pro dělení (:) používá slovo ala znamenající arabsky "přes"
- Kořen, neznámou zapisuje jako j (první písmeno slova jadah)
- V rovnicích pro neznámou (x) používá první písmeno slova šaj znamenající arabsky "věc".
- Pro druhou mocninu neznámé (x2) používá první písmeno slova mál.
- Pro třetí mocninu neznámé (x3) používá první písmeno slova  kab.
- Pro druhou odmocninu používá první písmeno slova džidhr(písmeno ﺟ), které arabsky znamená odmocnina, kořen. Tento znak se píše nad odmocňovaným číslem.
- Znakem pro rovnost (=) je písmeno l, pravděpodobně poslední písmeno slova adala (rovnost).